# Paul & Paula
Paul & Paula was een Amerikaans zangduo, bestaande uit Ray Hildebrand (Joshua, 21 december 1940 – Kansas City (Missouri), 18 augustus 2023) en Jill Jackson (McCamey, 20 mei 1942), het best bekend voor hun nummer 1-hit Hey Paula in 1963.

## Carrière
Hildebrand werd geboren in Joshua en Jackson in McCamey, Texas. Beiden bezochten in 1962 het Howard Payne College (nu Howard Payne University) in Brownwood, Texas, toen de lokale diskjockey Riney Jordan van station KEAN luisteraars vroeg om naar de studio te komen en hun liedjes te zingen om de American Cancer Society te helpen. Het duo zong het door Hildebrand geschreven lied Hey Paula en de teksten werden geïnspireerd door zijn vriend Russell Berry, wiens verloofde Paula heette. Jordan besloot dat Hildebrand en Jackson het nummer moesten opnemen, en dat deden ze met succes.
Shelby Singleton van Philips Records contracteerde uiteindelijk het duo, maar niet voordat ze hun namen veranderden. Van Hey Paula werden wereldwijd meer dan twee miljoen exemplaren verkocht en kreeg in 1963 een gouden schijf van de Recording Industry Association of America.
Het duo bracht twee reguliere albums en een album met kerstthema uit na het succes van Hey Paula, dat de hele maand februari 1963 op nummer één in de Billboard Hot 100 stond. Hun vervolg Young Lovers bereikte nummer zes in de Billboard-hitlijst later in hetzelfde jaar, terwijl de derde single First Quarrel slechts op een 27e plaats belandde.
In 1963 contracteerde American Bandstand Paul & Paula voor de Caravan of Stars nationale tournee van Dick Clark in de Verenigde Staten, die gepland was om zijn 15e show te geven in de nacht van 22 november 1963 in het Memorial Auditorium in Dallas, totdat plotseling het vrijdagavondevenement werd geannuleerd nadat de Amerikaanse president John F. Kennedy die middag werd vermoord.
In 1965 verliet Hildebrand de act om zijn hbo-opleiding af te ronden, nadat hij had besloten dat een toekomst in de showbusiness niets voor hem was. Hij nam deze beslissing tijdens een andere Dick Clark Caravan of Stars-roadtrip en Clark moest op het laatste moment invallen. Hildebrand nam in 1967 het christelijke muziekalbum He's Everything to Me op. Hij werd vooral bekend onder christelijke muziekfans vanwege zijn hit Anybody Here Wanna Live Forever? uit de jaren 1970. Vervolgens sloot Hildebrand zich aan bij de christelijke artiest Paul Land en in de jaren 1980 en 1990 voerden ze comedy en christelijke muziek uit onder de naam Land & Hildebrand.
Jackson ging verder met een solocarrière en trouwde toen met de zakenman Marvin Landon uit Los Angeles. Sinds hun dagen als zangduo zijn Jill en Ray vrienden gebleven en tot ver in het begin van de jaren 2000 kwamen ze af en toe samen om als Paul & Paula te zingen voor speciale evenementen, zoals oldieshows. In 2002 keerden Hildebrand en Jackson terug naar de Howard Payne University in Brownwood, waar ze de eregasten en grand marshals waren.
Hildebrand overleed op 18 augustus 2023 op 82-jarige leeftijd.

## Discografie

### Albums
| Jaar                                                              | Titel                                | Details                                         | Hoogst bereikte positie |
| Jaar                                                              | Titel                                | Details                                         | VS                      |
| ----------------------------------------------------------------- | ------------------------------------ | ----------------------------------------------- | ----------------------- |
| 1963                                                              | Paul & Paula Sing for Young Lovers   | - Uitgebracht: februari 1963 - Label: Philips   | —                       |
| 1963                                                              | We'll Go Together                    | - Uitgebracht: juli 1963 - Label: Philips       | 99                      |
| 1963                                                              | Holiday for Teens                    | - Uitgebracht: september 1963 - Label: Philips  | —                       |
| 1995                                                              | Hey Paula – The Best of Paul & Paula | - Uitgebracht: oktober 1995 - Label: K-tel      | —                       |
| 1999                                                              | Greatest Hits                        | - Uitgebracht: september 1999 - Label: Stardust | —                       |
| "—" geeft publicaties aan die zich niet plaatsten in de hitlijst. |                                      |                                                 |                         |

### Singles
| Jaar | Titel (A- en B-kant)                                          | Hoogst bereikte positie | Hoogst bereikte positie | Hoogst bereikte positie | Hoogst bereikte positie | Hoogst bereikte positie | Hoogst bereikte positie | Hoogst bereikte positie | Hoogst bereikte positie | Hoogst bereikte positie | Hoogst bereikte positie | Hoogst bereikte positie | Hoogst bereikte positie |
| Jaar | Titel (A- en B-kant)                                          | VS                      | VS R&B                  | AUS                     | BE (VLA)                | BE (WA)                 | CAN                     | DE                      | IR                      | NOR                     | NZ                      | ZWE                     | VK                      |
| --- | ------------------------------------------------------------- | ----------------------- | ----------------------- | ----------------------- | ----------------------- | ----------------------- | ----------------------- | ----------------------- | ----------------------- | ----------------------- | ----------------------- | ----------------------- | ----------------------- |
| 1962 | Hey Paula (onder hun eigen naam, Jill & Ray) Bobby Is the One | 1                       | 1                       | 1                       | 4                       | 18                      | 1                       | 16                      | —                       | 2                       | 1                       | 1                       | 8                       |
| 1963 | Young Lovers Ba-Hey-Be                                        | 6                       | 14                      | 20                      | 18                      | 39                      | 9                       | 42                      | 10                      | 7                       | —                       | —                       | 9                       |
| 1963 | First Quarrel School Is Thru                                  | 27                      | —                       | 70                      | —                       | —                       | 10                      | —                       | —                       | —                       | —                       | —                       | —                       |
| 1963 | Something Old, Something New Flipped Over You                 | 77 108                  | —                       | — 19                    | —                       | —                       | 22                      | —                       | —                       | —                       | —                       | —                       | —                       |
| 1963 | First Day Back at School A Perfect Pair                       | 60 105                  | —                       | 85                      | —                       | —                       | —                       | —                       | —                       | —                       | —                       | —                       | —                       |
| 1963 | Holiday Hootenanny Holiday for Teens                          | —                       | —                       | —                       | —                       | —                       | —                       | —                       | —                       | —                       | —                       | —                       | —                       |
| 1964 | We'll Never Break Up for Good Crazy Little Things             | 105                     | —                       | —                       | —                       | —                       | —                       | —                       | —                       | —                       | —                       | —                       | —                       |
| 1964 | Darlin' The Young Years                                       | —                       | —                       | —                       | —                       | —                       | —                       | —                       | —                       | —                       | —                       | —                       | —                       |
| 1964 | No Other Right Too Dark to See                                | —                       | —                       | —                       | —                       | —                       | —                       | —                       | —                       | —                       | —                       | —                       | —                       |
| 1965 | True Love Any Way You Want Me (That's How I Will Be)          | —                       | —                       | —                       | —                       | —                       | —                       | —                       | —                       | —                       | —                       | —                       | —                       |
| 1965 | Dear Paula All the Love                                       | —                       | —                       | —                       | —                       | —                       | —                       | —                       | —                       | —                       | —                       | —                       | —                       |
| 1966 | All I Want Is You The Beginning of Love                       | —                       | —                       | —                       | —                       | —                       | —                       | —                       | —                       | —                       | —                       | —                       | —                       |
| 1968 | All These Things Wedding                                      | —                       | —                       | —                       | —                       | —                       | —                       | —                       | —                       | —                       | —                       | —                       | —                       |
| 1970 | Moments Like These Mrs. Bean                                  | —                       | —                       | —                       | —                       | —                       | —                       | —                       | —                       | —                       | —                       | —                       | —                       |
| "—" geeft publicaties aan die zich niet plaatsten in de hitlijst of niet zijn uitgebracht in dat gebied |                                                               |                         |                         |                         |                         |                         |                         |                         |                         |                         |                         |                         |                         |